# Velký požár Londýna

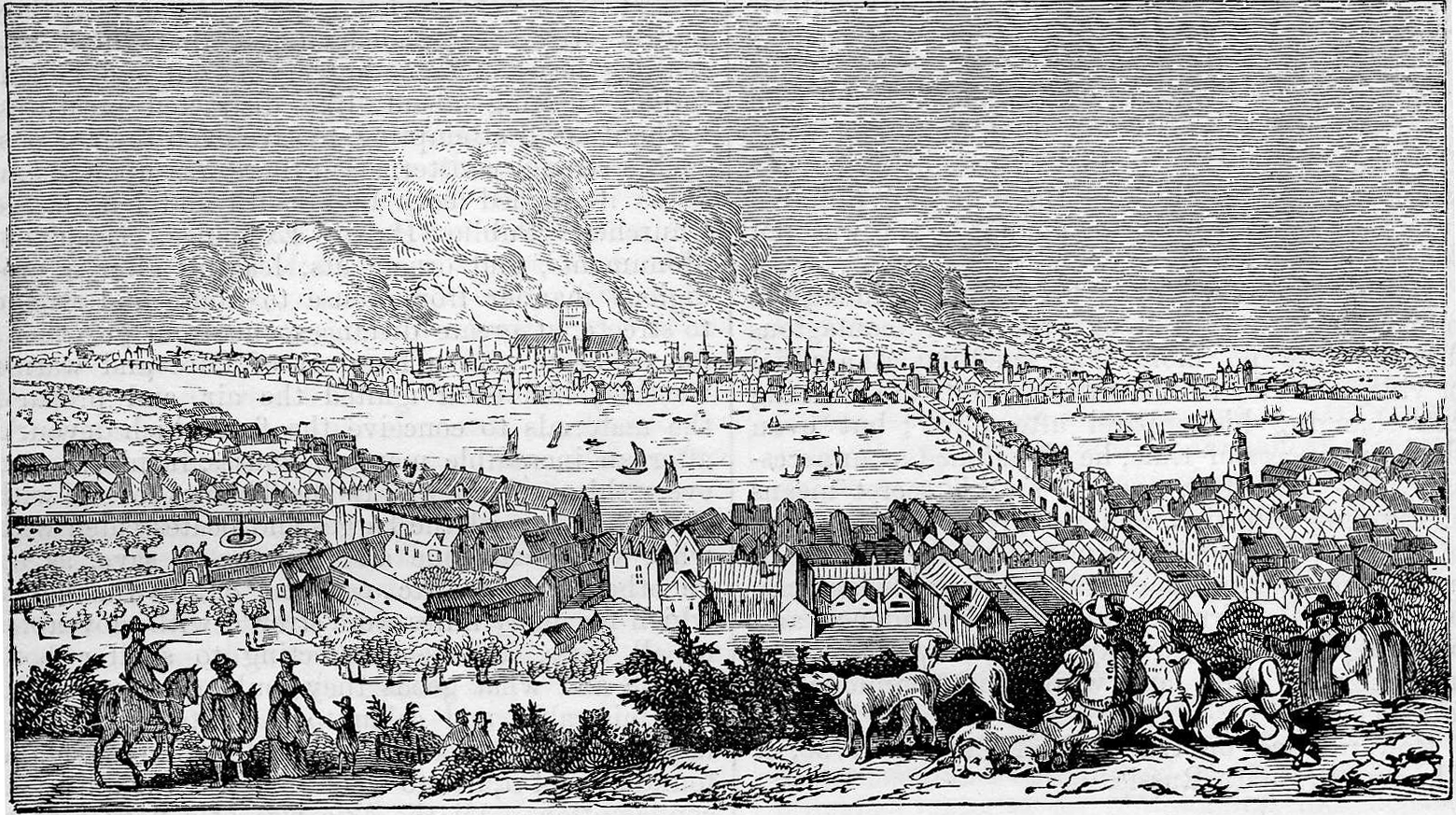
Velký požár Londýna, pohled z jižní části, Southwarku. Ilustrace z knihy Roberta Chamberse Book of Days

Velký požár Londýna se přehnal přes centrální části londýnské City, řádil od 2. září do 6. září 1666 a zničil velkou část, tehdy z velké části dřevěného, City uvnitř starých římských městských hradeb. Požár zasáhl město v době doznívání jiné katastrofy, velkého londýnského moru, který město zasáhl o rok dříve a na jeho propuknutí mělo vliv i sucho roku 1665. V důsledku požáru došlo k přestavbě Londýna, při které byla Christopherem Wrenem vybudována nová katedrála svatého Pavla.
Předchozí dva požáry v Londýně v letech 1133 a 1212, které způsobily velké škody na městských stavbách, byly do té doby označovány stejným přívlastkem. Později, v době druhé světové války, 29. prosince 1940 nálet německého letectva vyústil v požár, který bývá označován jako Druhý velký požár Londýna.

## Požár
Požár vznikl v neděli, 2. září 1666, ráno v ulici Pudding Lane, v domě Tomase Farrynora, pekaře krále Karla II. Farrinor pravděpodobně zapomněl uhasit oheň v peci, když šel večer spát, a krátce po půlnoci jiskry z doutnajících uhlíků zapálily palivové dříví u pece. Pekař i se svou rodinou stihl uniknout z hořícího domu oknem v poschodí, ale jeho hospodyni se únik nezdařil a byla tak první obětí požáru. Během hodiny byl informován starosta City sir Tomas Bloodworth, který však situaci podcenil.
Živnou půdu pro obrovský požár připravilo dlouho trvající suché a teplé počasí, k němuž se přidal trvalý suchý severovýchodní vítr, který vanul bez přestání celé týdny. Pro stavbu většiny domů v Londýně té doby byly použity hořlavé materiály (dřevo a sláma) a jiskry z hořícího pekařova domu zapálily sousední domy. Podporován východním větrem se požár začal šířit Londýnem a počáteční snahy zabránit jeho šíření zbořením pásu domů jako požární zábrany byly neorganizované. V úterý vítr začal polevovat a ve středu požár začal slábnout. Ve čtvrtek dopoledne už byl skoro pod kontrolou, ale navečer plameny znovu vyšlehly u Temple. Některé domy byly odstřeleny a tím byl oheň překonán.

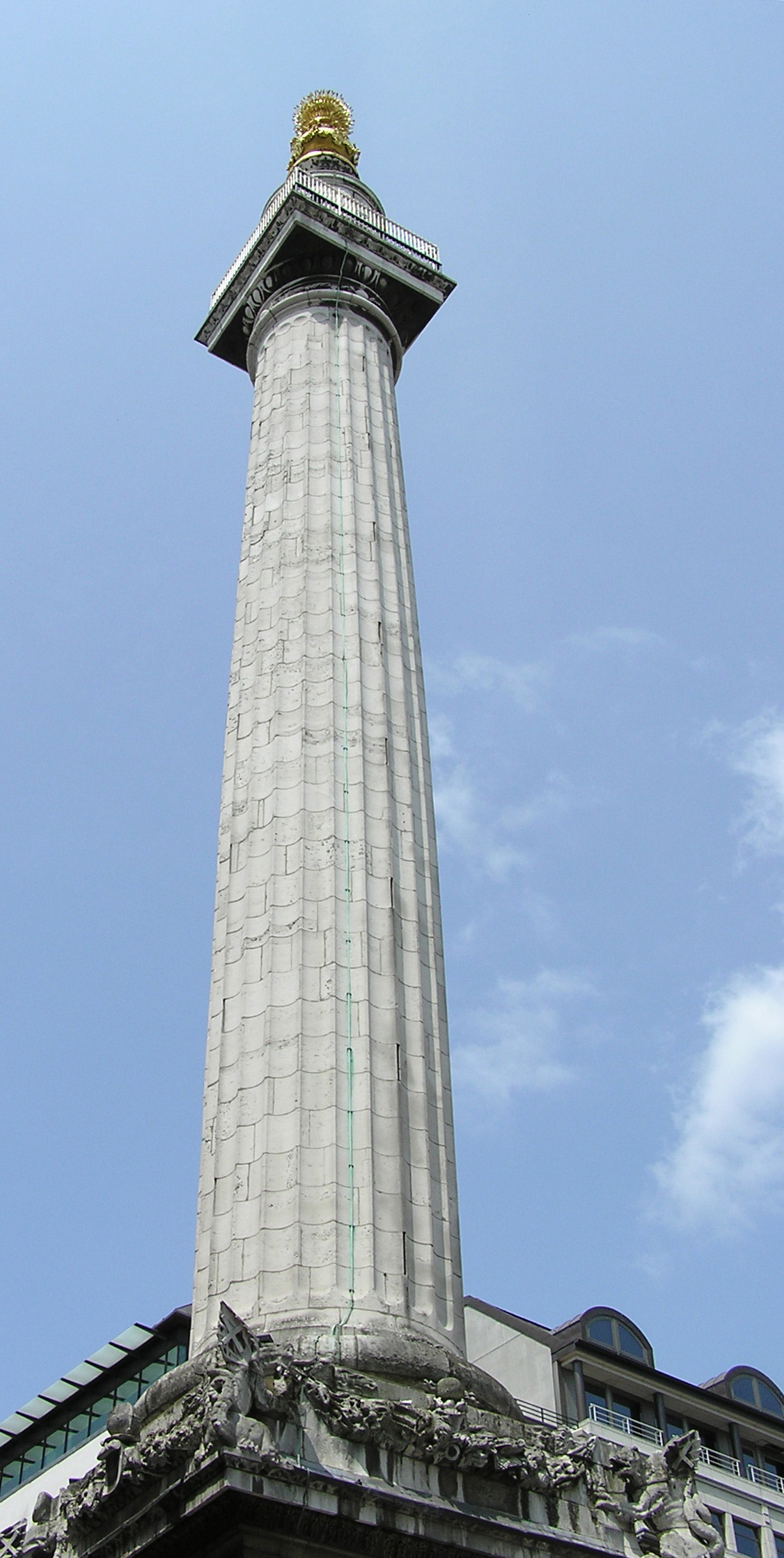
Památník Velkého požáru Londýna

## Škody
Požár z roku 1666 byl jednou z největších katastrof v dějinách Londýna. Zničil 13 200 domů, 87 chrámů, 6 kaplí a 44 cechovních sídel, Královskou burzu, Custom House, původní katedrálu svatého Pavla, Guidhall, Bridewell Palace, městské vězení, Session House, čtyři mosty přes řeky Temži a Fleet, tři městské brány a domovy 100 000 lidí, což byla jedna šestina obyvatel města.
Počet obětí požáru není přesně znám. Tradičně se předpokládá malý počet (9–16), ale některé novější prameny spekulují o možnosti až tisíců obětí v důsledku nadýchání kouře.
Tak velký rozsah škod způsobený neúmyslně zaviněným požárem nebyl na světě zaznamenán. Uvnitř hradeb bylo zničeno pět šestin města (1,3 km²) a vně hradeb asi jedna šestina (255 000 m²) plochy, která zůstala uvnitř města nepoškozena. Zůstaly stát jen ojedinělé stavby domů.
Hodnota zničeného majetku byla odhadnuta asi na 10 milionů liber. Zničeny byly nejen domy, ale i jejich vnitřní vybavení včetně uměleckých děl, obrazů a knih. Požár měl ale i pozitivní efekt – zastavil šíření morové nákazy, která zasáhla Londýn předchozího roku a bývá označována jako Velký mor a která dle soupisu mrtvých způsobila smrt 68 590 lidí (podle některých odhadů však až 100 000 lidí).

## Důsledky
Zhotovením plánů na rekonstrukci města byl pověřen Christopher Wren. Navrhoval vybudovat hlavní třídy ve směru sever-jih a východ-západ, postavit kostely na izolovaných, významných místech, soustředit veřejný život na nově postavených náměstích, soustředit nejvýznamnější cechovní sídla do jedné skupiny budov připojených ke Guildhall a postavit krásné nábřeží na břehu řeky od Blackfairs až po Tower. Wren chtěl vybudovat nový systém ulic s odstupňovanou šířkou – 30, 60 a 90 stop.
Vzhledem k tomu, že mnoho budov zůstalo ušetřeno požáru a jejich majitelé kladli výrazný odpor proti jejich zboření, Wrenovy plány se neuskutečnily. To je hlavním důvodem středověkého rázu současného Londýna. Wren byl pověřen obnovou zničených kostelů a katedrály svatého Pavla, rekonstrukci městské zástavby řídil Robert Hooke.
Od roku 1667 Parlament založil fondy pro rekonstrukci města z výtěžku nové daně z uhlí. Nové domy byly stavěny z nehořlavých materiálů (cihel a kamene), byla zlepšena kanalizace a zlepšila se dopravní dostupnost. V roce 1684 se nově zavedlo pouliční osvětlení.

## Památník
Památník Velkého požáru Londýna, označovaný jednoduše jako Monument, navržený Christopherem Wrenem a Robertem Hookem, byl postaven poblíž místa, kde požár začal – u severního konce London Bridge. Nároží Giltspur Street a Cock Lane, označované jako Pye Corner, kde požár skončil, je osazeno malou pozlacenou soškou nazývanou Fat Boy.

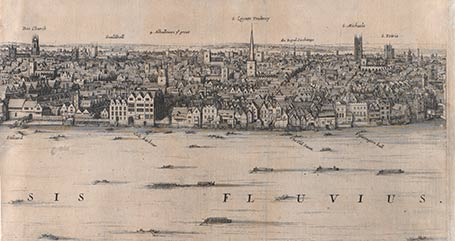
Václav Hollar, Výřez z pohledu na Londýn před velkým požárem.

## Zajímavost
Před požárem připravil grafik a rytec českého původu Václav Hollar řadu pohledů na město, které přestalo existovat. Díky tomu je dnes známa podoba středověkého centra města. Zároveň se z těchto podkladů vycházelo při jeho obnově.